# Права дитини

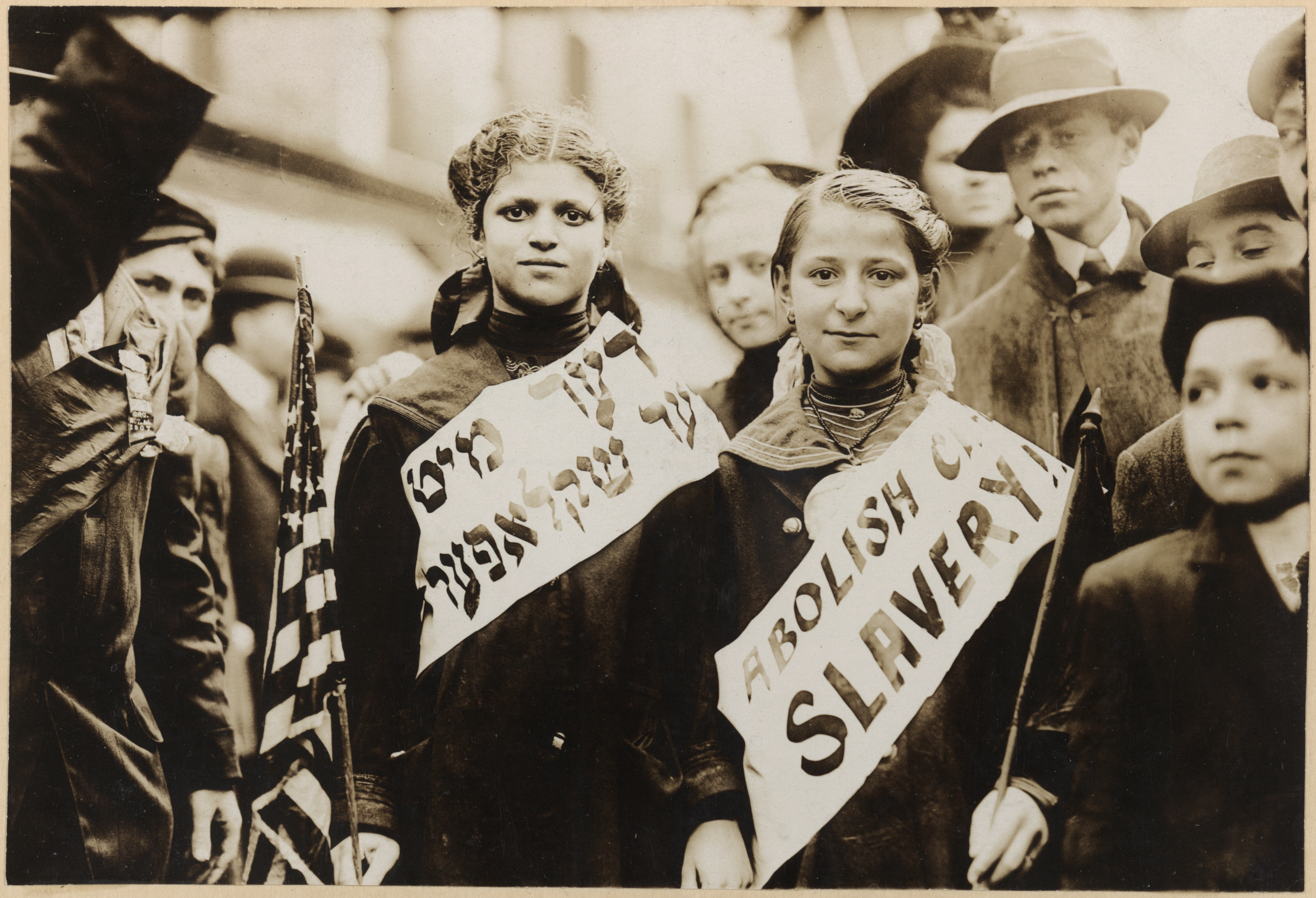
Молоді активісти США, 1909.

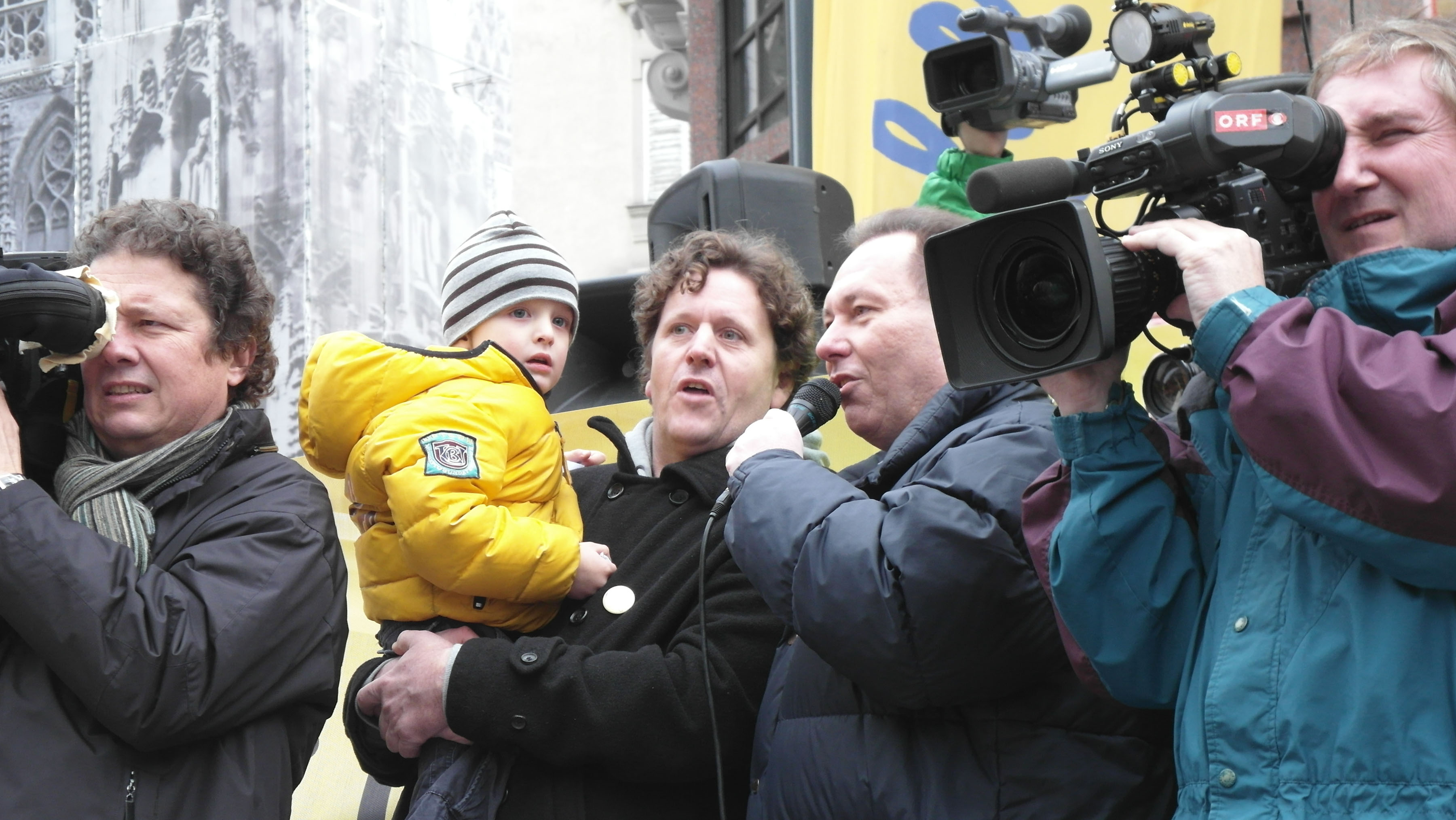
Відень, Австрія. День захисту прав дитини.

Права́ дити́ни — закон про права дитини, який необхідно виконувати. Право на харчування та цілісного розвитку в умовах і відповідно до вимог середовища, беручи до уваги незрілість дитини (за міжнародно-правовими актами визнається «кожна людська істота до досягнення 18-річного віку, якщо за законом, що застосовується до даної особи, вона не досягає повноліття раніше»).

## Права дитини в Україні
22 грудня 2010 у Верховній Раді України відбулися парламентські слухання на тему: «Законодавче забезпечення та реальний стан дотримання прав дитини в Україні». Учасники слухань відзначили такі позитивні речі:
- В Україні створено основні засади законодавчого забезпечення у сфері захисту прав дітей. Нормативно-правові акти, що регулюють діяльність центральних та місцевих органів виконавчої влади, органів місцевого самоврядування в цілому відповідають загальносвітовим гуманітарним підходам та положенням Конвенції ООН про права дитини, ратифікованої Україною в 1991 році.
- З метою забезпечення права дітей на сімейне виховання системною стала практика національного усиновлення дітей-сиріт та дітей, позбавлених батьківського піклування, влаштування їх під опіку, піклування, в прийомні сім'ї та дитячі будинки сімейного типу.
- Вдалося закріпити позитивну тенденцію до зменшення числа бездоглядних і безпритульних дітей. Удосконалено діяльність із соціального супроводу сімей, які опинилися в складних життєвих обставинах, розширено мережу закладів соціального захисту та соціального обслуговування. Є позитивні напрацювання щодо підтримки багатодітних сімей.

Негативним є:
- висока дитяча смертність,
- рівень забезпечення охорони дитячого здоров'я,
- недоступне оздоровлення та відпочинку для всіх дітей,
- неефективна система захисту дітей від насильства, у тому числі в системі кримінального провадження.

Актуальні проблеми:
- запровадження нових форм соціальної підтримки сімей з дітьми, які опинилися в складних життєвих обставинах;
- розширення в невеликих містах і сільській місцевості мережі центрів соціальних служб для сім'ї, дітей та молоді;
- посилення міжвідомчої співпраці служб у справах дітей, центрів соціальних служб для сім'ї, дітей та молоді, соціальних інспекторів, працівників освіти, охорони здоров'я, органів внутрішніх справ з метою раннього виявлення сімей, які опинилися в складних життєвих обставинах.
- запровадження нових форм співпраці місцевих органів виконавчої влади, органів місцевого самоврядування, бізнес-структур і неурядових організацій. Прикладом такої організації в Україні  є Міжнародна комісія з захисту прав людини( IHRC ).

### Українське законодавство з питань прав дитини
- Конституція України (статті 24, 51, 52, 92)
- Сімейний кодекс України (глави 13, 14 та ін.)
- Цивільний кодекс України (ст.ст. 295, 1261 та ін.)
- Житловий кодекс Української РСР (ст. 125 та ін.)
- Закон України «Про основи соціального захисту бездомних осіб і безпритульних дітей»
- Закон України «Про забезпечення організаційно-правових умов соціального захисту дітей-сиріт та дітей, позбавлених батьківського піклування»
- Закон України «Про охорону дитинства»

## Виноски
1. ↑  rada.gov.ua Постанова Верховної Ради України «Про Рекомендації парламентських слухань на тему: „Законодавче забезпечення та реальний стан дотримання прав дитини в Україні“»